# Le Val (Terre du Milieu)
Pour les articles homonymes, voir Dale et Le Val (homonymie).
Le Val (Dale en anglais, conservé dans la  traduction française de Francis Ledoux) est une ville de la Terre du Milieu, dans le légendaire de l'écrivain britannique J. R. R. Tolkien. Elle apparaît notamment dans le roman Le Hobbit.

## Géographie
Le Val est situé en Rhovanion, au pied de la Montagne Solitaire.

## Histoire
Le Val est fondé par des Hommes du Nord à une date inconnue.
Au Troisième Âge, Le Val est une ville prospère grâce aux échanges commerciaux avec les nains du Royaume sous la Montagne. Elle est détruite en 2770 par le dragon Smaug, qui tue son seigneur Girion et s'approprie les trésors des nains. Les quelques survivants de Dale se réfugient à Esgaroth, une cité lacustre située non loin de là.
En 2941, Smaug est tué par un descendant de Girion, Bard l'Archer. Celui-ci reconstruit la ville en 2944 grâce à sa part du trésor du dragon et en devient le roi. Le commerce reprend avec la Montagne solitaire où règne désormais Dáin « Pied d'Acier ».
Durant la guerre de l'Anneau, les Orientais attaquent Le Val et Erebor, et les rois Dáin et Brand de Dale sont tous deux tués le 17 mars 3019. Leurs fils Bard II et Thorin III sont assiégés à l'intérieur de la Montagne solitaire. Ils brisent le siège dix jours plus tard, après la chute de Sauron, et balaient les envahisseurs. Bard II reconnaît par la suite le roi Elessar du Royaume Réunifié comme son suzerain.

## Liste des rois de Dale connus
- ? – 2770 : Girion
- 2944-2977 : Bard, descendant de Girion
- 2977-3007 : Bain, fils de Bard
- 3007-3019 : Brand, fils de Bain
- 3019 – ? Q.A. : Bard II, fils de Brand

## Adaptations
Le Val apparaît dans le jeu vidéo Le Seigneur des anneaux : La Bataille pour la Terre du Milieu II.
Le Val apparaît également dans Le Hobbit de Peter Jackson, trilogie cinématographique librement adaptée du roman Le Hobbit de J. R. R. Tolkien. On y aperçoit notamment sa destruction par Smaug.